# Patrick Igoa
Patrick Igoa (Anglet, 8 de marzo de 1959) es un expiloto de motociclismo francés, que ganó el Mundial de resistencia en tres ocasiones. También compitió en el Campeonato del Mundo de Motociclismo desde 1982 hasta 1990.

## Biografía
Igoa debutaría en la competición en 1978 y conseguiría su primera victoria en 1981 en la categoría de Promosport endurance. Su debut en el Mundial sería en el Gran Premio de Francia de 1982 de 250cc con una Yamaha en el que se permite incluso el lujo de conseguir la pole position. Ese año también conseguiría una victoria en el Bol d'Or con una Kawasaki junto a Jean Lafond y Hervé Guilleux. Ese año terminará Mundial de resistencia en la 21.ª posición, mientras que consigue el cuarto puesto final en la clasificación del Campeonato de Europa con una victoria en Alemania en Hockenheim en 250 cc.
En 1983, conseguirá el tercer lugar del Mundial de Resistencia en 1983 siempre con Kawasaki ganando los 1000 kilómetros de Zeltweg, y disputará el Gran Premio de su país en la categoría de 250 cc. Cuando Kawasaki abandona su programa de resistencia a finales de 1983, Patrick se dirige a Honda y, en compañía de Gerard Coudray, conseguirá el título de campeón mundial de 84, obteniendo cuatro victorias. Renovará el título al año siguiente, siempre con Gerard Coudray, consiguiendo la victoria en las 6 Horas de Monza, las 	
8 Horas de Nürburgring y la Bol d'Or. También realizará una temporada en el Mundial en la categoría de 250 cc con el equipo Rothmans Honda y sumará 1 punto en el Gran Premio de Bélgica terminando en el décimo lugar.
En 1986, solo disputa el Gran Premio de Alemania de 1986, centrándose en la Resistencia, donde reedita el título mundial por tercer año consecutivo con 5 victorias en seis Pruebas. En 1987, se incorpora al equipo Yamaha Sonauto Gauloises con Jacky Germain en 250cc. Esa temporada, además de conseguir la pole position en el Gran Premio de Gran Bretaña, terminará en once ocasiones en zona de puntos y el duodécimo en la clasificación general. Peor le fueron las cosas en el Mundial de resistencia donde acabaría en la vigésima posición aunqaue quedó segundo en la Bol D'Or.
Siempre con el equipo Yamaha Sonauto Gauloises, en 1988 da el salto a la categoría 500 cc donde acaba en la decimocuarta posición sumando en nueve citas del Mundial. En 1989, no pasaría de la séptima posición en el Mundial de resistencia en la que sería su última gran temporada. Su última temporada sería en 1991 donde acabaría en la posición 30 del Mundial de resistencia.
Una vez terminada su carrera, participa en el Rally París-Dakar con Christian Lavieille en 2004. En la actualidad, gestiona una concesión moto Kawasaki y KTM en Bayona desde 1994 y Anglet a partir de 2007.

## Resultados en el Campeonato del Mundo
Sistema de puntuación desde 1969 hasta 1987:
| Posición | 1.º | 2.º | 3.º | 4.º | 5.º | 6.º | 7.º | 8.º | 9.º | 10.º |
| Puntos   | 15  | 12  | 10  | 8   | 6   | 5   | 4   | 3   | 2   | 1    |

Sistema de puntuación desde 1988 hasta 1991:
| Posición | 1.º | 2.º | 3.º | 4.º | 5.º | 6.º | 7.º | 8.º | 9.º | 10.º | 11.º | 12.º | 13.º | 14.º | 15.º |
| Puntos   | 20  | 17  | 15  | 13  | 11  | 10  | 9   | 8   | 7   | 6    | 5    | 4    | 3    | 2    | 1    |

### Carreras por año
(Carreras en negrita indica pole position, carreras en cursiva indica vuelta rápida)
| Año  | Cat.  | Equipo          | Moto   | 1       | 2       | 3     | 4       | 5      | 6      | 7       | 8      | 9      | 10      | 11     | 12      | 13      | 14     | Pts. | Pos. |
| ---- | ----- | --------------- | ------ | ------- | ------- | ----- | ------- | ------ | ------ | ------- | ------ | ------ | ------- | ------ | ------- | ------- | ------ | ---- | ---- |
| 1982 | 250cc | Yamaha          |        |         | FRA Ret | ESP - | NAT -   | NED -  | BEL -  | YUG -   | GBR -  | SWE -  | FIN -   | CZE -  | RSM -   | GER -   |        | 0    | -    |
| 1983 | 250cc | Yamaha          | RSA -  | FRA Ret | NAT -   | GER - | ESP -   | AUT -  | YUG -  | NED -   | BEL -  | GBR -  | SWE -   |        |         |         |        | 0    | -    |
| 1985 | 250cc | Rothmans Honda  | RSA -  | ESP Ret | GER DNS | NAT - | AUT -   | YUG -  | NED -  | BEL 10  | FRA 17 | GBR -  | SWE -   | RSM -  |         |         |        | 1    | 28.º |
| 1987 | 250cc | Rothmans Yamaha | JPN 7  | ESP 5   | GER 9   | NAT 8 | AUT Ret | YUG -  | NED 9  | FRA Ret | GBR 6  | SWE 7  | CZE 7   | RSM 10 | POR 4   | BRA 14  | ARG 8  | 42   | 12.º |
| 1988 | 500cc | Yamaha          | JPN 13 | USA -   | ESP -   | EXP - | NAT 15  | GER 12 | AUT 10 | NED 9   | BEL 10 | YUG 12 | FRA Ret | GBR 16 | SWE DNS | CZE 9   | BRA 10 | 44   | 14.º |
| 1990 | 250cc | Aprilia         | JPN -  | USA -   | ESP -   | NAT - | GER -   | AUT -  | YUG -  | NED -   | BEL -  | FRA -  | GBR -   | SWE -  | CZE 16  | HUN Ret | AUS -  | 0    | -    |